# The Rootless
The Rootless (ルートレス), stylisé en THE ROOTLESS, était un groupe japonais de J-rock. Ils ont annoncé leur séparation le 28 décembre 2015.

## Histoire du groupe
Le groupe est connu pour son titre One Day qui a servi de 13e opening à One Piece.

## Membres
- Nohata Shin (野畑慎?), chant et guitare.
- Naito Duran Haruhisa (内藤デュラン晴久?), guitare électrique.
- Takuya Ihara (井原拓也?), basse.
- Otsubo Yusuke (大坪祐介?), batterie.

## Discographie

### Albums studio
- 2011 : THE ROOTLESS

### Singles
- 2010: One Day
- 2011: Kawaritai to, Tsuyoku Nozome. Sore Igai wa, Iranai.